# Jelica Pavličić
Jelica Pavličić - verheiratete Štefančić (* 4. Februar 1954 in Slunj) ist eine ehemalige jugoslawische Sprinterin, die sich auf den 400-Meter-Lauf spezialisiert hat. Ihren größten Erfolg feierte sie mit dem Gewinn der Goldmedaille über 400 Meter bei den Halleneuropameisterschaften 1974 in Göteborg.

## Sportliche Laufbahn
Erste internationale Erfahrungen sammelte Jelica Pavličić vermutlich im Jahr 1970, als sie bei den Junioreneuropameisterschaften in Paris mit 12,4 s im Halbfinale im 100-Meter-Lauf ausschied und auch über 200 Meter mit 25,2 s im Semifinale ausschied. 1974 siegte sie bei den Halleneuropameisterschaften in Göteborg und stellte dort mit 52,64 s einen neuen Meisterschafts- und Landesrekord auf. Im August siegte sie in 50,98 s bei den Balkanspielen in Sofia über 400 Meter sowie in 23,14 s auch im 200-Meter-Lauf. Im September erreichte sie bei den Europameisterschaften in Rom das Finale über 400 Meter und belegte dort in 53,01 s den achten Platz. Im Jahr darauf gewann sie bei den Mittelmeerspielen in Algier in 52,54 s die Goldmedaille über 400 Meter und sicherte sich zudem in 11,80 s die Silbermedaille über 100 Meter hinter der Italienerin Rita Bottiglieri. Zudem gewann sie mit der jugoslawischen 4-mal-100-Meter-Staffel in 45,44 s die Silbermedaille hinter dem französischen Team. Im September gewann sie bei der Sommer-Universiade in Rom in 23,78 s die Bronzemedaille über 200 Meter hinter den Finninnen Pirjo Häggman und Mona-Lisa Pursiainen und auch über 400 Meter sicherte sie sich in 52,50 s die Bronzemedaille und musste sich damit der Finnin Häggman sowie Inta Kļimoviča-Drēviņa aus der Sowjetunion geschlagen geben. 
1976 gewann sie bei den Halleneuropameisterschaften in München in 52,47 s die Silbermedaille über 400 Meter hinter der Westdeutschen Rita Wilden und im Juni siegte sie in 52,8 s bei den Balkanspielen in Celje über 400 Meter und gewann in 23,4 s die Silbermedaille hinter der Bulgarin Lilijana Panajotowa-Iwanowa. Daraufhin nahm sie über 400 Meter an den Olympischen Sommerspielen in Montreal teil und schied dort mit 54,11 s in der ersten Runde aus. Im Jahr darauf gewann sie bei den Halleneuropameisterschaften in Donostia-San Sebastián in 53,49 s die Bronzemedaille über 400 Meter hinter der Ostdeutschen Marita Koch und Verona Elder aus dem Vereinigten Königreich. 1979 verteidigte sie bei den Mittelmeerspielen in Split in 52,96 s ihren Titel über 400 Meter und siegte in 3:38,91 min auch mit der jugoslawischen 4-mal-400-Meter-Staffel. Nach dieser Saison beendete sie ihre aktive sportliche Laufbahn.
Fünfmal wurde sie jugoslawische Meisterin über 100 Meter (1971, 1973–1976), sechsmal über 200 Meter (1972–1977), fünfmal über 400 Meter (1974–1977, 1979) und einmal über 400 Meter Hürden (1977).

## Persönliche Bestleistungen
Hinweis: Obwohl sie zu Zeiten der Sozialistische Föderative Republik Jugoslawien an den Start ging, halt die im heutigen Kroatien geborene Jelica Pavličić die nationalen Rekorde von Kroatien.
- 100 Meter: 11,1 s, 1. Juni 1975 in Zagreb
- 200 Meter: 23,14 s, 3. August 1974 in Sofia (kroatischer Rekord)
- 400 Meter: 50,98 s, 3. August 1974 in Sofia
  - 400 Meter (Halle): 52,47 s, 22. Februar 1976 in München (kroatischer Rekord)